# Notodysiferus
Notodysiferus is een geslacht van neteldieren uit de klasse van de Anthozoa (bloemdieren).

## Soort
- Notodysiferus dhondtae Alderslade, 2003